# Naomi Campbell
Naomi Elaine Campbell (* 22. května 1970 Londýn) je britská topmodelka, herečka, zpěvačka a spisovatelka. S modelingem začala v 15 letech a vybudovala si pozici jako jedna ze tří nejznámějších a nejžádanějších modelek 80. a 90. let. V letech 1990 a 2000 byla jednou ze šesti modelek své generace, kterou vyhlásili za supermodelku. Jako první černoška se objevila na obálkách časopisů Time a francouzské a britské verze časopisu Vogue. Jako nejznámější černá modelka ve své době vystupovala otevřeně po celou kariéru proti rasismu v módním průmyslu. Její osobní život je známý, a to zejména kvůli vztahům s muži, včetně boxera Mike Tysona a herce Roberta De Nira, a také kvůli několika na veřejnosti hojně probíraným obvinění z napadení.
Předváděla pro značky Marc Jacobs, Yves Saint Laurent, Chloé, Diane Von Furstenberg, Prada, Chanel, Givenchy, Dolce & Gabbana, Burberry, Zac Posen, Blumarine, Karl Lagerfeld, Gianfranco Ferré, Versace, Helmut Lang, Christian Dior, John Galliano, Ralph Lauren, Jean Paul Gaultier, Tommy Hilfiger, Oscar de la Renta, Michael Kors, Anna Sui, Louis Vuitton, Hermés, Marchesa, Roberto Cavalli a Valentino.
Objevila se v reklamních kampaních pro značky Fendi, Burberry, Dolce & Gabbana, Escada, Louis Vuitton, Prada, Ralph Lauren, Chloé, Versace, Givenchy, Blumarine, Yves Saint Laurent, Isaac Mizrahi, Tommy Hilfiger, Valentino, La Perla, Dennis Basso, Philipp Plein, Mango, Thierry Mugler, Balmain, Nars, Roberto Cavalli, David Yurman, Alessandro Dell'Acqua, DSquared2, Express, H&M, Bloomingdale's, Dillard's, Macy's, Barneys New York, Neiman Marcus, Gap, Avon, Revlon a Victoria's Secret.
Campbell se věnovala i dalším aktivitám, mimo jiné natočila studiové album R&B a několikrát se objevila ve filmu a televizi, například v modelingové soutěžní reality show The Face a jejích mezinárodních odnožích. 
Kromě práce v módním a zábavním průmyslu využila Campbell svou slávu pro řadu charitativních a neziskových iniciativ po celém světě. Zásadními oblastmi její činnosti jsou ekologie, lidská práva a zdraví, zejména pokud jde o ženy a děti. 

## Dětství a mládí
Campbell se narodila v dělnické čtvrti Streatham na jihu Londýna. Na přání matky Campbell nikdy nepoznala svého otce, který opustil její matku ve čtvrtém měsíci těhotenství, a není ani uveden v rodném listu. Přijala příjmení Campbell z matčina druhého manželství.Její nevlastní bratr Pierre se narodil v roce 1986. Campbell je afrojamajského původu. Po babičce z otcovy strany, jejíž rodinné jméno je Ming, je i čínsko-jamajského původu.
V mládí žila v Římě, kde její matka pracovala jako moderní tanečnice. Po návratu do Londýna zůstala v péči babičky Ruby, zatímco její matka cestovala po celé Evropě s tanečním souborem Fantastica. Campbell později prohlašovala, že její náladovost a dobře zdokumentované výbuchy násilí jsou důsledkem emocionálního traumatu vyvolaného tím, že ji matka jako dítě opustila.
Ve třech letech, byla Campbell zapsána do Barbary Speake Stage School. Na veřejnost vystoupila poprvé v sedmi letech, kdy v roce 1978 účinkovala ve videoklipu písničky Boba Marleyho „Is This Love“. V tom samém roce hrála Sněhurku ve dvou epizodách televizních filmů pro děti nadace Chiffyho děti. V deseti letech byla Campbell přijata do Italia Conti Academy of Theatre Arts, kde studovala balet. Ve dvanácti stepovala ve videoklipu písničky „I'll Tumble 4 Ya“ od Culture Club.
V roce 1986, stále během studia na Itala Conti Academy of Theatre Arts si jí při okukování výloh v Covent Garden všimla hledačka talentů Beth Boldt, vedoucí Synchro Model Agency. Její kariéra poté nabrala rychlý spád - v dubnu, chvíli před šestnáctými narozeninami, se objevila na obálce časopisu Elle.

## Kariéra
V 80. a 90. letech úspěch Campbell postupně rostl. Předváděla pro taková jména jako Gianni Versace, Azzedine Alaia a Isaac Mizrahi, a pózovala pro takové fotografy jako Peter Lindbergh, Herb Ritts a Bruce Weber. Koncem 80. let Campbell společně s Christy Turlington a Lindou Evangelista tvořily „Trinity“ - trojice nejznámějších a nejžádanějších modelek své generace.

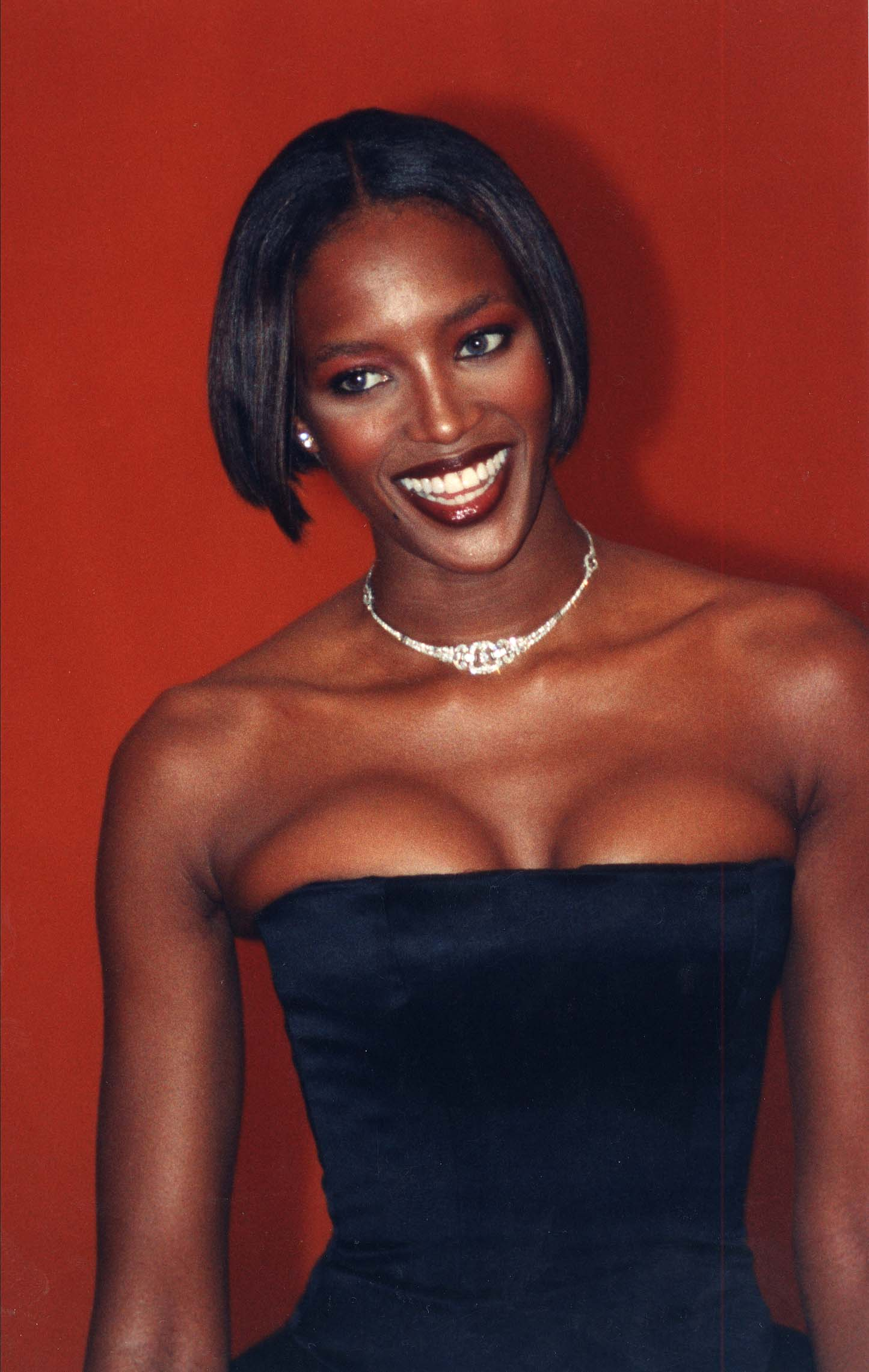
Na inauguračním večírku Billa Clintona v roce 1997

Přátelé ji podporovali v případech, kdy se musela potýkat s diskriminací. Turlington a Evangelista například oznámily Dolce & Gabbana: „Pokud nechcete Naomi, nedostanete ani nás.“ V prosinci roku 1987 se objevila na obálce britského časopisu Vogue jako první černošská dívka od roku 1966. V dubnu roku 1988 se stala vůbec první černošskou modelkou, která se objevila na obálce francouzského Vogue. K tomu jí dopomohl přítel a mentor, návrhář Yves St. Laurent, který pohrozil, že stáhne svou reklamu z časopisu, pokud bude i nadále odmítat umisťovat na obálky černošské modelky. Následující rok se objevila na obálce vydání zářijového amerického Vogue, které bývá tradičně největší a nejdůležitější.
V lednu roku 1990 se Campbell společně s Christy Turlington, Lindou Evangelista, Cindy Crawford a Tatjanu Patitz objevily na kultovní obálce britského Vogue. Fotografii pořídil Peter Lindbergh. Modelky byly následně obsazeny do videoklipu George Michaela „Freedom! 90“. V té době Campbell, Turlington, Evangelista, Crawford a Claudia Schiffer vytvořily elitní skupinu modelek, kterým se v módním průmyslu přezdívalo supermodelky. Po příchodu Kate Moss na scénu byly společně známé jako „Big Six“.
V březnu roku 1991 nastal rozhodující okamžik pro takzvanou éru supermodelek. Campbell předváděla pro Versace společně s Turlington, Evangelista a Crawford. Na molu se držely za ruce a nehlasně zpívaly slova písně „Freedom! 90“. Později toho roku si zahrála milostnou roli s Michaelem Jacksonem ve videoklipu k písni „In the Closet“. V září roku 1991 se stala první černošskou modelkou, která se objevila na obálce časopisu Time.
V dubnu roku 1992 pózovala společně s několika dalšími modelkami pro sté výročí amerického Vogue. Fotografoval je Patrick Demarchelier. V témže roce se objevila v Madonnině kontroverzní knize Sex na několika obnažených fotkách s Madonnou a rapperem Big Dady Kane.

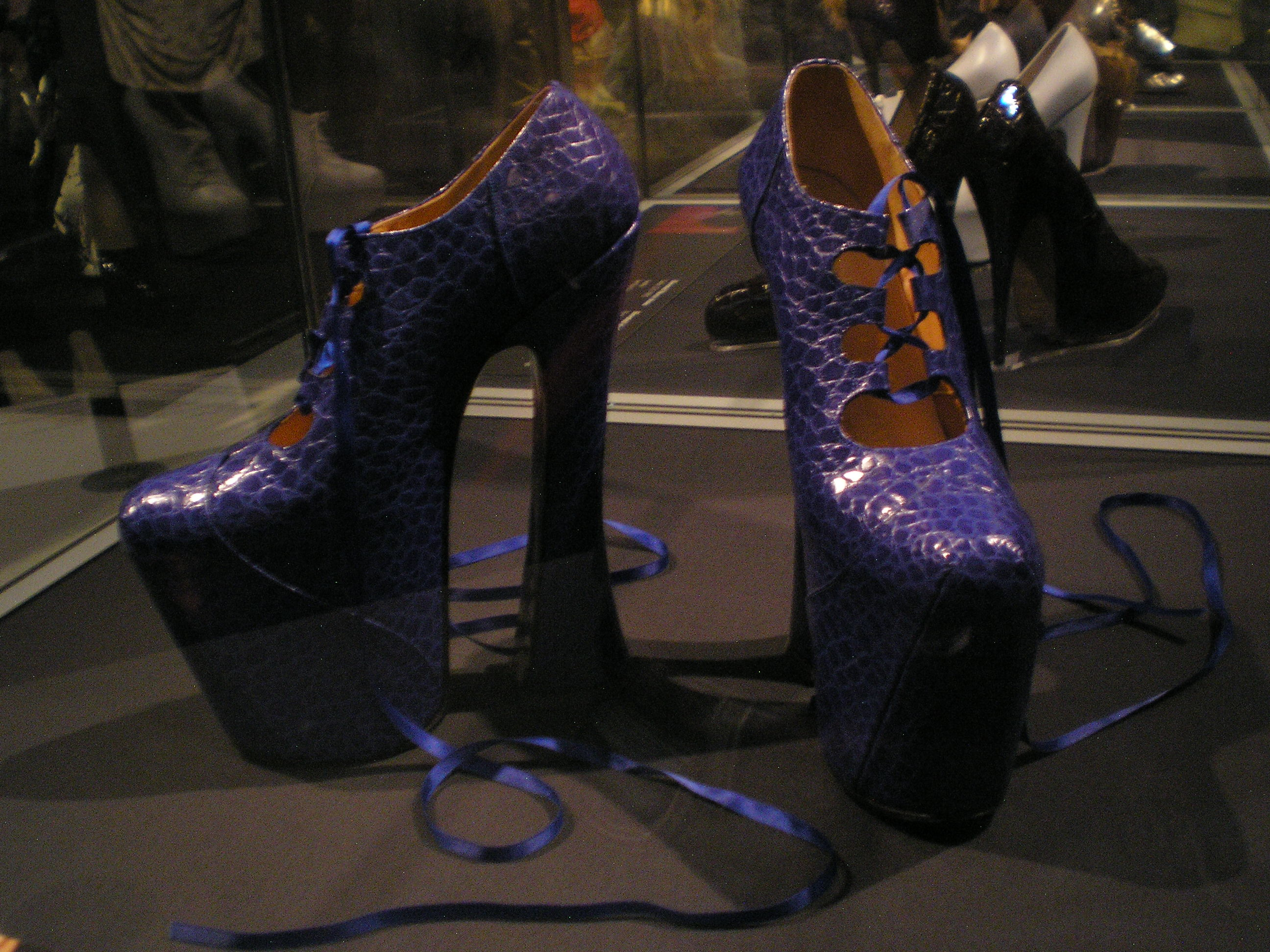
Boty na platformě od Vivien Westwood

V roce 1993 se dvakrát objevila na obálce amerického Vogue. V dubnu společně s Christy Turlington, Claudií Schiffer, Stephanií Seymour a Helenou Christensen, a poté v červnu samotná. Slavný je její pád na molu v botách od Vivienne Westwood na vysoké platformě. Boty byly později vystaveny v Londýně v muzeu Victoria and Albert Museum. Navzdory úspěchu společnost Elite Model Management, která Campbell zastupovala od září 1987, ukončila její smlouvu. Společnost výpověď zdůvodnila tím, že „žádná suma peněz ani prestiž nemohou ospravedlnit nevhodné chování k našim zaměstnancům a klientům“. Zakladatel společnosti John Casablancas ji popsal jako „manipulativní, vypočítavou, hrubou a nemožnou“.
V polovině 90. let Campbell rozšířila své pole působnosti o zábavní průmysl. V roce 1994 publikovala novelu Swan (tj. „Labuť “) pojednávající o supermodelce, která se potýká s vydíráním, a získala velice ubohou kritiku. Novelu za ni napsala Caroline Upcher, což Campbell vysvětlila tím, že „prostě nemá čas na to, aby si sedla a psala knihu“. Tentýž rok vydala album Baby Woman, což je přezdívka, kterou jí vymyslel návrhář Rifat Ozbek. Producenty byli Youth a Tim Simeon, a album bylo komerčně úspěšné pouze v Japonsku. V britském žebříčku se nedostalo ani do tabulky top 75. Jediný singl „Love and Tears“ dosáhl 40. místa. Kritici album strhali. Situace byla inspirací pro vznik ocenění Naomi Awards pro otřesnou popovou hudbu. V roce 1995 Campbell společně s Claudií Schiffer, Christy Turlington a Elle Macpherson investovala do řetězce restaurací Fashion Cafe. V roce 1998 byl podnik na pokraji krachu. Během té doby Campbell přijala menší role v Miami Rhapsody a Girl 6 a také stálou roli v druhé řadě seriálu New York Undercover.
V roce 1998 Time prohlásil, že éra supermodelek skončila. V té době Campbell z větší části přestala předvádět na molu, ale i nadále fotila modely. V roce 1999 podepsala první kosmetickou smlouvu s Cosmopolitan Cosmetics, divizi společnosti Wella, díky které představila několik značkových parfémů. V listopadu téhož roku pózovala s dvanácti dalšími topmodelkami pro obálku amerického Vogue. Fotila Annie Leibovitz a fotografie, „Moderní múzy“ byla speciál pro vydání tisíciletí. Následující měsíc se Campbell objevila na obálce časopisu Playboy jen v bílých bikinách a kožešinách. V říjnu roku 2001 se objevila s rapperem Seanem Puff Daddy Combsem na obálce britského Vogue.
Po více než dvou dekádách působení v modelingu zůstává Campbell stále žádanou. V roce 2007 předváděla na molu pro šedesáté výročí Dioru ve Versailles. V červnu roku 2008 se objevila s dalšími černošskými modelkami na obálce italského Vogue. V září téhož roku spolupracovala znovu s Christy Turlington, Lindou Evandelista, Cindy Crawford, Claudií Schiffer a Stephanií Seymour pro časopis Vanity Fair, který se věnoval odkazu supermodelek.

V roce 2011 se objevila s Liyí Kebede a Iman na obálce jubilejního 40. vydání časopisu Essence. Zahrála si také roli frontmana skupiny Duran Duran Simona Le Bona ve videoklipu k písni  „Girl Panic!“ Spolu s ní v něm účinkovaly i Cindy Crawford, Helena Christensen, Eva Herzigová a Yasmin Le Bon, které představovaly další členy skupiny, a objevili se v listopadovém čísle britského vydání Harper's Bazaar. Campbell vystoupila s Kate Moss a dalšími supermodelkami na závěrečném ceremoniálu Olympijských her 2012, kde předváděly a reprezentovaly britskou módu.

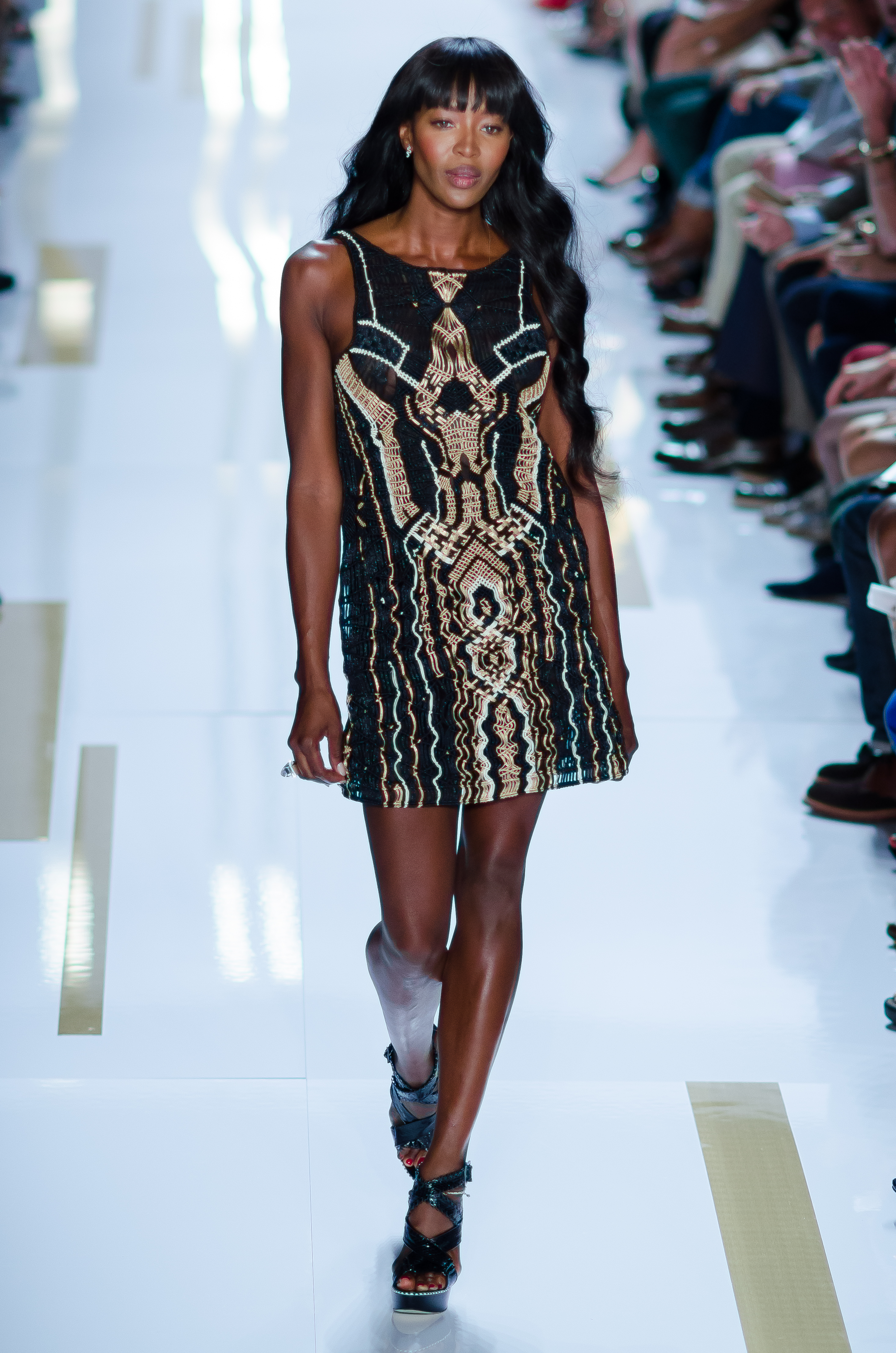
Na New York Fashion Week v roce 2013

V roce 2013 se podílela na modelingové reality soutěži The Face v různých mezinárodních verzích. Ve Spojených státech například působila jako mentorka a porotkyně společně s Karolínou Kurkovou a Coco Rocha. Také hostovala v britské verzi pořadu a v roce 2014 v australské verzi.
V roce 2014 se objevila na obálce květnového vydání australské verze, zářijového vydání japonské verze a listopadového vydání turecké verze časopisu Vogue, poslední dvě jmenovaná čísla představovala speciální vydání oslavující Campbell a další supermodelky. V témže roce byla časopisem Glamour vyhlášena televizní osobností roku. Cenu převzala na výročním udílení cen Glamour Women of The Year Awards v Londýně. V roce 2015 se upsala k roli v seriálu Empire.
V roce 2019 získala Campbell kosmetickou smlouvu se společností NARS Cosmetics. Na jaře roku 2020, uprostřed pandemie covidu, začala na YouTube vysílat vlastní webový seriál No Filter with Naomi, v němž vede rozhovory s různými hosty. Jejím úvodním hostem byla Cindy Crawford, dalšími hosty byli Marc Jacobs, Adut Akech, Christy Turlington, Ashley Graham a Nicole Richie. Padesátá epizoda pořadu měla premiéru 16. března 2021 a jejím hostem byl Jean Paul Gaultier.
12. ledna 2021 byla Campbell jmenována keňským ministerstvem cestovního ruchu a divoké přírody velvyslancem cestovního ruchu. V březnu 2021 byla uvedena jako tvář obnovené reklamní kampaně streetwearové značky Hood by Air. V červenci 2022 jí byl udělen čestný doktorát UCA (University for the Creative Arts) za přínos pro světovou módu.

## Charitativní práce
Campbell se věnuje různým charitativním projektům. Podporuje Dětský fond Nelsona Mandely, pro který zorganizovala v roce 1998 Versaceho módní přehlídku. Konala se v jihoafrické prezidentské rezidenci Nelsona Mandely a byl o ní natočen dokumentární film FashionKingdom (tj. „Království módy“), neboli Naomi Conquers Africa (tj. „Naomi dobývá Afriku“).
Její matka bojovala s rakovinou prsu a proto podporovala organizaci Breakthrough Breast Cancer (Úspěch v boji proti rakovině prsu). V roce 2004 se objevila na charitativním singlu „Do Ya Think I'm Sexy?“ časopisu FHM a v doprovodném videoklipu, jehož výtěžek byl věnován této organizaci. Objevila se v tiskové a mediální kampani charitativní iniciativy Fashion Targets Breast Cancer (Móda se zaměřuje na rakovinu prsu) a v roce 2009 otevřela oddělení pro výzkum rakoviny prsu společnosti Breakthrough.
V roce 2005 Campbell založila charitativní organizaci We Love Brazil (Máme rádi Brazílii), jejímž cílem je zvyšovat povědomí a získávat finanční prostředky na boj proti chudobě v Brazílii prodejem látek, které vyrábějí místní ženy. V témže roce založila charitativní organizaci Fashion for Relief (Móda pomáhá), která pořádala módní přehlídky na pomoc obětem hurikánu Katrina v roce 2005, teroristických útoků v Bombaji v roce 2008, zemětřesení na Haiti v roce 2010, zemětřesení v Japonsku v roce 2011 a syrské uprchlické krize v roce 2017. Do roku 2011 prý Fashion for Relief vybrala 4,5 milionu liber.
Od roku 2007 je Campbell čestnou předsedkyní italské organizace Athla Onlus, která usiluje o sociální integraci mladých lidí s mentálním postižením. V roce 2009 se stala velvyslankyní dobré vůle organizace White Ribbon Alliance for Safe Motherhood (Bílá stuha aliance pro bezpečné mateřství). Od té doby se zúčastnila spolu s patronkou této charitativní organizace Sarah Brown, manželkou bývalého britského premiéra Gordona Browna, několika kampaní na podporu zdraví matek.
Campbell získala za svou charitativní činnost mnohá ocenění. V roce 2007 ji starosta města Cesar Maia jmenoval zastupitelkou Ria de Janeira za její úsilí v boji proti chudobě v Brazílii. V roce 2009 jí byl udělen čestný patronát univerzitní filozofické společnosti Trinity College v Dublinu za její charitativní a profesní činnost. V roce 2010 jí Sarah Brown předala cenu britského časopisu Elle za práci pro organizaci White Ribbon Alliance a také za práci v módním průmyslu.
V únoru 2021 Campbell podepsala otevřený dopis, v němž odsoudila postoj Ghany k právům homosexuálů. Centrum pro studia základních lidských práv uděluje každoročně cenu La Moda Veste la Pace u příležitosti Světového dne za odstranění rasové diskriminace. Mezi oceněnými pro rok 2023 byla Naomi Campbell za podporu kampaně proti rasismu v módním průmyslu.

## Obvinění
Mezi lety 1998 a 2009 byla Campbell obviněna jedenáctkrát ze spáchání násilných činů vůči zaměstnancům, spolupracovníkům a v jednom případě policistům a čtyřikrát byla odsouzena za napadení. V roce 2000 při projednávání prvního případu přiznala, že v Torontu v září 1998 udeřila svou osobního asistentku Georginu Galanis mobilním telefonem. Campbell zaplatila Galanis nezveřejněnou částku a souhlasila, že bude navštěvovat kurzy sebeovládání. Do roku 2006 se s tvrzením o špatném zacházení přihlásilo osm dalších zaměstnanců a spolupracovníků.
V lednu 2007 se Campbell v New Yorku přiznala k napadení své bývalé hospodyně, která ji obvinila, že po ní v březnu 2006 hodila osobní organizér BlackBerry. Byla odsouzena k úhradě léčebných výloh své bývalé zaměstnankyně, k účasti na programu ovládání hněvu a k vykonání pěti dnů veřejně prospěšných prací u newyorského magistrátu. Na veřejně prospěšné práce chodila ve značkovém oblečení.
V roce 2008 jí bylo zakázáno létat se společností British Airways poté, co napadla policistu v terminálu letiště Heathrow. Campbell byla odsouzena k trestu 200 hodin obecně prospěšných prací a k zaplacení pokuty 4 600 dolarů. V roce 2009 Campbell urovnala trestní oznámení podané její bývalou služebnou Gaby Gibson.
V červenci 2015 byla sicilským soudem odsouzena k šestiměsíčnímu podmíněnému trestu za útok na paparazzi fotografa v srpnu 2009, kdy ho udeřila kabelkou za to, že ji a jejího tehdejšího partnera fotografoval.
Campbell se musela veřejně omluvit poté, co se na veřejnost dostala informace, že si koupila jeden z tzn. krvavých diamantů. Jednalo se o diamanty, kterými platily povstalecké jednotky Charlesi Taylorovi za to, že jim dodával zbraně.

## Osobní život
Campbell se nikdy nesetkala se svým biologickým otcem. Za svého „tatínka“ považuje tuniského módního návrháře Azzedina Alaïu, s nímž se seznámila v šestnácti letech. Velmi si váží také hudebních producentů Quincy Jonese a Chrise Blackwella, kteří jsou jejími adoptivními otci. Bývalý jihoafrický prezident Nelson Mandela o ní mluvil jako o své „čestné vnučce“. Poprvé se s Mandelou setkala v listopadu 1994, když ji jeho strana Africký národní kongres pozvala na cestu do Jihoafrické republiky. Již předtím věnovala ANC výtěžek z fotografování v Tanzanii a v průběhu let poskytla podporu mnoha Mandelovým politickým kampaním a humanitárním akcím.
V roce 1993 se Campbell zasnoubila s baskytaristou skupiny U2 Adamem Claytonem, ale následující rok se rozešli. V roce 1995 chodila s Leonardem DiCapriem. V letech 1998 až 2003 udržovala vztah s šéfem závodů Formule 1 Flaviem Briatorem, s nímž se také zasnoubila. Nyní považuje Briatoreho za svého "mentora". V letech 2008 až 2013 měla vztah s ruským podnikatelem Vladislavem Doroninem. Mezi její partnery patřili také Robert De Niro, Hassan Jameel, Sean "Diddy" Combs, Usherm a Skepta.
V květnu 2021 oznámila narození dcery a v červnu 2023 se jí narodil syn.

## Filmografie
| Název                                                                | Rok  | Role                                 |
| Mrňata (The Chiffy Kids) – seriál                                    | 1978 | Snow White                           |
| Kids – seriál                                                        | 1979 | April                                |
| The Cosby Show – seriál                                              | 1988 | Julia                                |
| The Fresh Prince of Bel-Air – seriál                                 | 1990 | Helen                                |
| Chladný jako led (Cool as Ice)                                       | 1991 | zpěvačka v klubu                     |
| Models: The Film – dokument                                          | 1991 | sama sebe                            |
| The Night We Never Met                                               | 1993 | francouzská zákaznice nakupující sýr |
| Harry Enfield and Chums – seriál                                     | 1994 | sama sebe                            |
| Prêt-à-Porter                                                        | 1994 | sama sebe                            |
| Rapsodie v Miami (Miami Rhapsody)                                    | 1995 | Kaia                                 |
| Tři muži v negližé (To Wong Foo Thanks for Everything, Julie Newmar) | 1995 | dívka v čínské restauraci            |
| New York Undercover                                                  | 1995 | sama sebe                            |
| Absolutely Fabulous                                                  | 1995 | sama sebe                            |
| Unzipped – dokument                                                  | 1995 | sama sebe                            |
| Sex po telefonu (Girl 6)                                             | 1996 | dívka č.75                           |
| Invasion of Privacy                                                  | 1996 | Cindy Carmichael                     |
| Catwalk – dokument                                                   | 1996 | sama sebe                            |
| Jak dobýt Hollywood... (Burn Hollywood Burn)                         | 1997 | Attendant č.2                        |
| For Your Love – seriál                                               | 1998 | sama sebe                            |
| Fashion Kingdom                                                      | 1998 | Tracy                                |
| Trippin'                                                             | 1999 | Naomi Shaffer                        |
| Svědkyně nebezpečí (Prisoner of Love)                                | 1999 | Tracy                                |
| TeAli G Indahouse                                                    | 2002 | sama sebe                            |
| Monstrous Bosses and How to Be One                                   | 2002 | sama sebe                            |
| Fastlane – seriál                                                    | 2003 | Lena Savage                          |
| Fat Slags                                                            | 2004 | prodavačka                           |
| The Call                                                             | 2006 | temný anděl - zlo                    |
| Ošklivka Betty (Ugly Betty) – seriál                                 | 2008 | sama sebe                            |
| Karma, Confessions and Holi                                          | 2009 | Jennifer                             |
| Rose, c'est Paris – TV film                                          | 2010 | sama sebe                            |
| Por el Camino                                                        | 2010 | sama sebe                            |
| Zoolander 2                                                          | 2016 | sama sebe                            |
| Jsem božská (I Feel Pretty)                                          | 2018 | Helen                                |
| Black Is King                                                        | 2020 | sama sebe                            |

## Diskografie
- Babywoman (1994)